# Roure americà
El roure americà (Quercus rubra) és un arbre del gènere Quercus original de l'Amèrica del nord ocupant una gran extensió, des del Quebec fins a Louisiana. El seu nom prové del llatí ruber-bra-brum, vermell, que fa referència a la coloració de les seves fulles a la tardor.

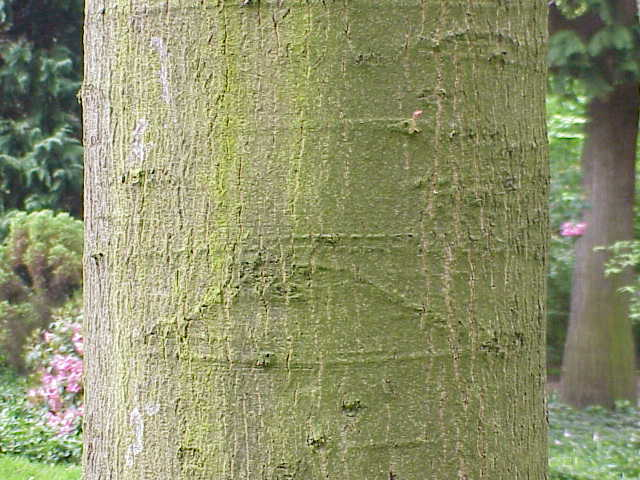
tronc jove

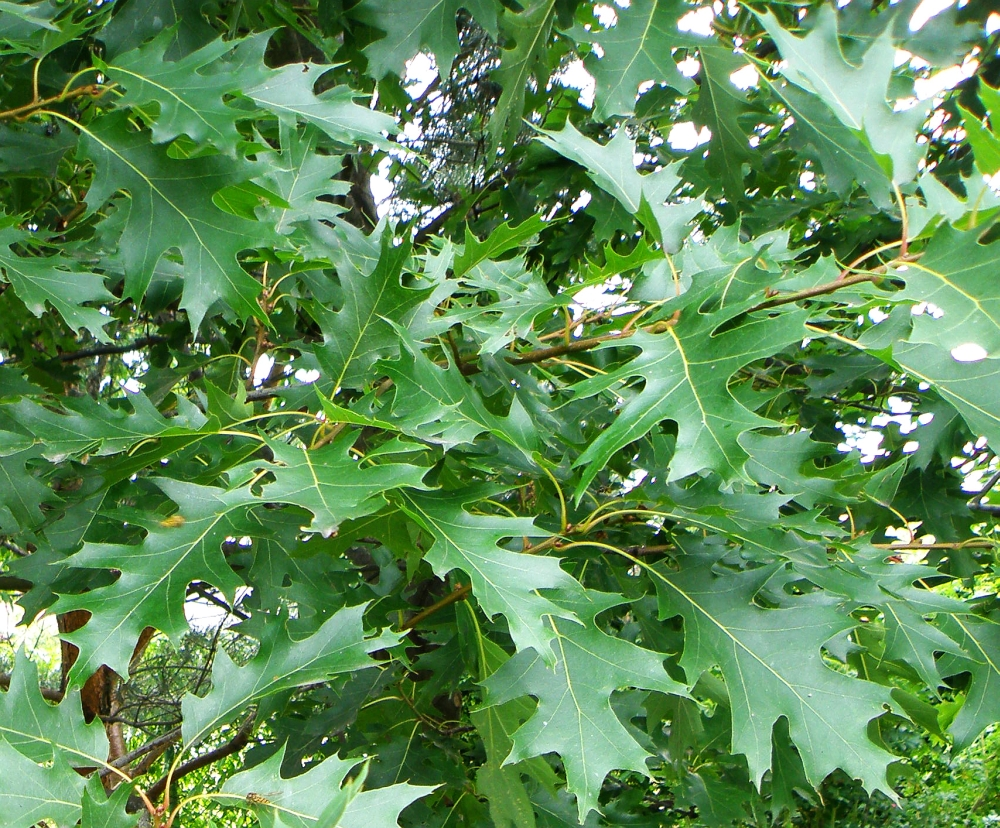
fulles

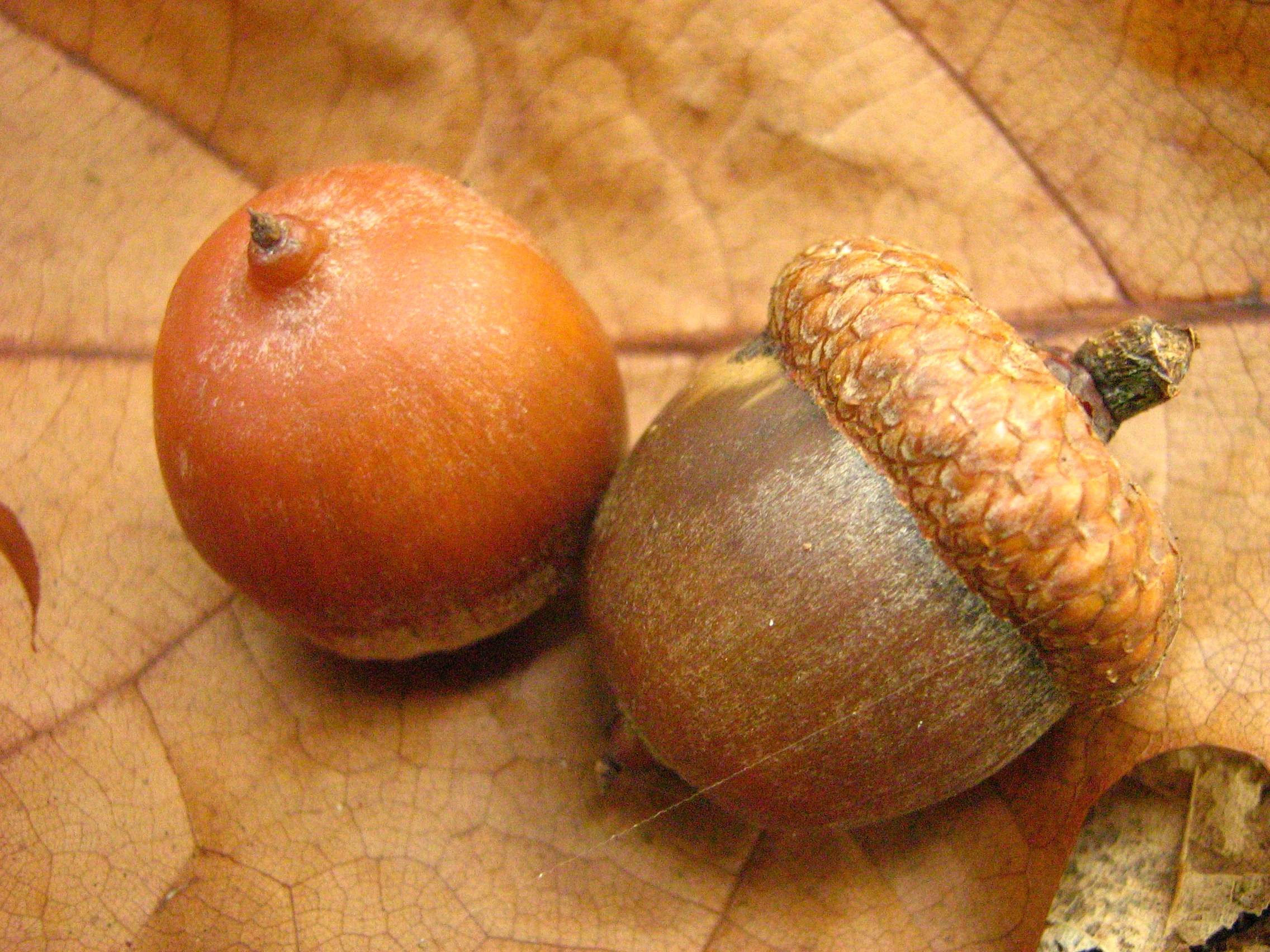
aglans

## Descripció
Arbre caducifoli, de creixement ràpid, que pot arribar als 25 m d'alçada i els 12 m d'amplada de capçada. Necessita llum i humitat, i resisteix bé al fred i a la calor. Es tracta d'una espècie que vegeta bé en sòls silícics, argilosos i rics en substàncies nutritives, evitant els que són massa superficials i llocs on la capa freàtica sigui alta. No tolera la calç.

El tronc i branques presenten una escorça grisa que roman llisa durant molts anys, per després prendre tonalitats més fosques i amb petites fissures o escates. Les branquetes són, també, fosques.

Les fulles, membranoses, de 15 a 25 cm de llarg i de 7 a 20 cm d'ample, són lobulades (de set a onze parells de lòbuls triangulars).

## Usos
S'utilitza a la construcció i la fabricació de mobles.

## Sinonímia
- ambigua Michx.1812, not Bonpl. 1809
- borealis Michx.f.1817
- borealis var. maxima (Marsh.) Sarg. 1916
- coccinea var. ambigua (Michx.) A.Gray 1867
- maxima (Marshall) Ashe 1916
- rubra var. maxima Marshall 1785
- rubra var. ambigua (Michx.) Fernald in A.Gray 1909